# Sandy Good

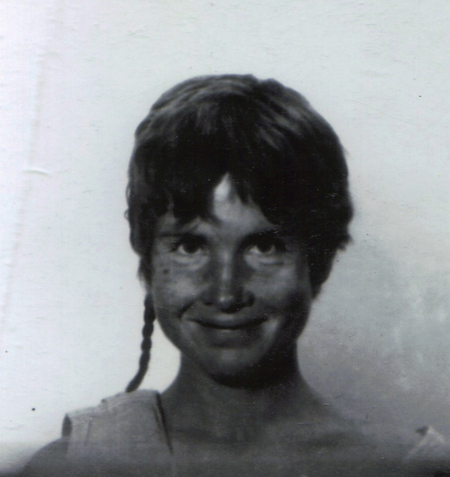
Sandy Good (1969)

Sandra „Sandy“ Collins Good (* 20. Februar 1944 in San Diego, Kalifornien) ist eine US-amerikanische Umweltaktivistin und war ein langjähriges Mitglied der Manson Family. Aufgrund ihrer auffällig blauen Augenfarbe bekam sie dort den Spitznamen „Blue“.

## Frühes Leben
Sandy Good stammt aus gutbürgerlichen Verhältnissen. Ihr Vater war ein wohlhabender Börsenmakler. Die Eheleute bekamen drei Töchter, von denen Sandy die Jüngste war. Ihre Eltern ließen sich 1948 scheiden. Sie besuchte die Point Loma Highschool und war gemeinsam mit der späteren Schauspielerin Margaret Avery Mitglied des dortigen Student Opinion Club. Good studierte sieben Jahre lang an den Universitäten California State in Sacramento, University of Oregon in Eugene und dem San Francisco State College, ohne einen Abschluss zu machen. In dieser Zeit war sie auch in der Bürgerrechtsbewegung aktiv.

## Sandy Good in der Manson Family
Im April 1968 reiste sie zielgerichtet mit einem Privatflugzeug von San Francisco nach Tapango, wo sie Mitglieder der Manson Family kennenlernen wollte, von deren Praktiken (freie Liebe, Drogen) sie gehört hatte. Nachdem sie von einigen Mitgliedern der Kommune sehr liebevoll begrüßt worden war, schloss sie sich daraufhin gleich dauerhaft der Gemeinschaft um Charles Manson an und wurde nachfolgend die fanatischste Anhängerin Mansons.
Bereits im Mai 1968 wurde sie zum ersten Mal wegen Marihuanabesitzes verhaftet, wurde aber nach zwei Tagen wieder entlassen.
Am 8. August 1969 wurde sie erneut verhaftet, da sie gemeinsam mit Mary Brunner beim Kreditkartenbetrug erwischt worden war. Die Haft verhinderte vermutlich, dass sie an den Tate-LaBianca-Morden einiger anderer Mitglieder der Manson Family teilnahm.
Am 16. September 1969 gebar Good ihren Sohn Ivan. Aufgrund ihres polygamen Sexuallebens konnte sie nicht sicher sein, wer der Vater ihres Kindes gewesen war. Sie entschied sich für den Zoologen Joel Pugh, den sie noch aus ihrer Studienzeit kannte und den sie in die Manson Family eingeführt hatte. Am 1. Dezember 1969 fand man Pughs Leiche in einem Londoner Hotel. Obwohl seine Kehle zweifach durchschnitten war, stellte der zuständige Streifenpolizist als Todesursache Selbstmord fest.
Während des Tate-La Bianca-Prozesses protestierte Sandy Good gemeinsam mit anderen Manson-Anhängern regelmäßig vor dem Gerichtsgebäude. Als Charles Manson sich aus Protest die Haare abschnitt und ein „X“ in die Stirn brannte, folgten Good und andere Anhängerinnen seinem Beispiel.

## Leben ohne Manson
Nach den Todesurteilen gegen Manson, Atkins, Watson, Krenwinkel und Van Houten, die 1972 in lebenslange Haftstrafen umgewandelt worden waren, gab Good mehrere Interviews. Darin zeigte sie Verständnis für die Morde und erklärte, dass sich die Manson Family in einem Krieg gegen die Gesellschaft befunden habe und es keine Kriege ohne Grausamkeiten gebe. Sie bezeichnete die Inhaftierten zudem als „gute Soldaten“.
Nachdem Manson und viele führende Anhänger der Gruppierung wegen Mordes und anderer Delikte zu langjährigen bzw. lebenslangen Freiheitsstrafen verurteilt worden waren, blieb Sandy Good eine treue Anhängerin Mansons. Ihrer Führungskräfte beraubt, wurde es nach den Verurteilungen um die Gruppierung ruhig, insbesondere weil das Presseinteresse nach den Urteilsverkündigungen erlahmte. Binnen eines Jahres schrumpfte die Family auf eine Handvoll aktiver Mitglieder, darunter Sandy Good.
Erst im Sommer 1974 wurde die Öffentlichkeit wieder auf die berüchtigte Family aufmerksam: Charles Manson instruierte aus dem Gefängnis heraus seine verbliebenen Getreuen über Kassiber für die Aktion „Ökokill“. Die Hauptaktivisten, Sandy Good und Lynette Fromme, wohnten damals gemeinsam in Sacramento und begannen alsbald, in langen, roten Kapuzengewändern durch die Straßen der Stadt zu laufen und den „Ökokill“ vorauszusagen. Dabei besuchten sie verschiedene Industrieanlagen und drohten, Gewalt anzuwenden, wenn die Firmen nicht sofort ihre Umweltverschmutzung beenden würden. Außerdem verschickten sie im Rahmen der Aktion zahlreiche Drohbriefe an etliche Industrielle und Firmen.
Auch die damalige US-Regierung erhielt einen Drohbrief: „Sollte die Nixonregierung, die dieses Land gegen das Gesetz führt, mit einem neuen Gesicht eine Fortsetzung finden, dann wird es bei euch daheim blutiger zugehen als in den Tate-LaBianca-Häusern und My Lai zusammen! Die Verwirklichung der Unkenntnis eurer Angst und der Sorglosigkeit euren Kindern gegenüber wird mit Hackmessern durch eure Schlafzimmer fegen!“
Die Medien berichteten kaum über die Aktionen der beiden Family-Mitglieder. Experten vermuten, dass das verhaltene Medienecho Fromme dazu veranlasste, das medienwirksame Attentat auf Präsident Ford durchzuführen. Nach dem misslungenen Attentat am 5. September 1975 gab Good im CBC-Radio ein Interview. Darin kündigte sie an, dass sie eine Welle von Mördern lossenden werde, um die Verantwortlichen des Waldsterbens zu töten.
Am 11. September folgte eine Liste mit 70 Todeskandidaten aus Politik und Wirtschaft. Good übergab die Liste zusammen mit Drohbriefen einem Freund. Der brachte die Briefe jedoch nicht zur Post, sondern leitete diese gleich an das FBI weiter.
Am 22. Dezember 1975 wurden Good und die neu gewonnene Manson-Anhängerin Susan Murphy wegen „Verschwörung und Versenden von Drohbriefen per Post in Tateinheit mit Morddrohungen gegen 170 Führungskräfte“ von der Federal Grand Jury in Sacramento angeklagt. Am 16. März 1976 wurde Good in allen Anklagepunkten schuldig gesprochen und erhielt am 13. April eine Freiheitsstrafe von 15 Jahren.

## Bewährung
Im Dezember 1985 wurde Sandy Goods Strafe nach knapp zehn Jahren Haft zur Bewährung ausgesetzt. Bei der Bewährungsanhörung bekundete sie ihre Treue zum weiter inhaftierten Charles Manson. Zu den Bewährungsauflagen gehörte, dass sie fünf Jahre lang den Bundesstaat Kalifornien nicht betreten dürfte. Daran hielt sie sich. Sofort nach Ablauf der Frist zog sie in die Nähe des Corcoran State Prison, um dem dort inhaftierten Manson nahe sein zu können. Ihn im Gefängnis zu besuchen wurde ihr jedoch verweigert.
Am 26. Januar 1996 eröffnete sie eine Manson-Website. Sie unterstützte auch Mansons ökologische Bewegung „Air Trees Water Animals“ (ATWA).